# Дольче, Доменико
Доме́нико До́льче (итал. Domenico Dolce, род. 13 августа 1958, Полицци-Дженероза, Сицилия) — итальянский модельер, вместе со Стефано Габбана один из основателей и совладельцев модного дома Dolce & Gabbana. Один из богатейших людей Италии.

## Биография
Отец Доменико — хозяин ателье, мать — управляющая магазином нижнего белья. Доменико окончил колледж в Палермо и институт Марангони в Милане. В начале 80-х годов был принят на работу в ателье Стефано Габбана, где постигал основы работы в модной индустрии. В 1982 году, после возвращения Габбана с обязательной воинской службы, совместно с ним открыл студию, занимавшуюся консультационными услугами в области моды, где первоначально каждый из них работал под собственным именем. Позднее модельеры в целях экономии объединили свои усилия под единой маркой Dolce & Gabbana. В 1985 году в рамках Миланской недели моды представили свою первую коллекцию женской одежды, которая не принесла ожидаемого коммерческого успеха. Партнёры намеревались закрыть бизнес: Габбана отозвал заказ на ткань для следующей коллекции, однако семья Дольче смогла выделить им необходимую для продолжения работы сумму. Уже в следующем году, после показа второй коллекции, Дольче и Габбана открыли собственный бутик в Милане. В 1987 году они представили свою линию трикотажа, в 1989-м — пляжной одежды и нижнего белья. В 1990-м создали первую коллекцию модной одежды для мужчин. С 2006 года дом D & G одевает итальянскую сборную по футболу.
В 2000 году, спустя 15 лет после начала совместной жизни и карьеры, Доменико Дольче и Стефано Габбана публично раскрыли характер своих личных отношений — они уже долгое время были любовниками. В 2004 году они расстались и с тех пор придерживаются исключительно деловых отношений.
В марте 2013 года Доменико Дольче был назван журналом «Форбс» одним из 1000 богатейших людей планеты (на 736-м месте с состоянием в 2 млрд $) и 11-м - по величине состояния в Италии.

## Уход от уплаты налогов
В мае 2009 года правительство Италии обвинило владельцев компании Dolce & Gabbana, перевёдших в 2004—2006 годах свои активы на сумму, равную примерно 249 миллионам евро, в Люксембург, на холдинговую компанию Gado, в сокрытии доходов. 19 июня 2013 года Доменико Дольче, Стефано Габбана и их партнёры по бизнесу были признаны виновными в уходе от декларирования дохода в 1 млрд евро (1,3 млрд $). Суд приговорил обоих модельеров к одному году и восьми месяцам тюрьмы и персональному штрафу в 500 тысяч €. Приговор Альфонсо Дольче, брату Доменико, составил 1 год и 4 месяца. В соответствии с итальянскими законами дизайнеры не будут сидеть в тюрьме, так как приговор на срок менее трёх лет заменяется домашним арестом либо общественными работами. Дизайнеры решили обжаловать приговор, однако 30 апреля 2014 года апелляционный суд оставил в силе решение низшей инстанции.